# Питтовые
Питтовые (лат. Pittidae) — семейство воробьинообразных птиц, обитающих в основном в тропической Азии и Австралии, несколько видов распространено в Африке.

## Описание
Питтовые все похожи друг на друга по общему складу и повадками. Раньше их часто помещали в один род, однако начиная с 2009 года семейство разделяют на три рода: Pitta, Erythropitta и Hydrornis. Название происходит от слова «питта» на языке телугу, распространённом в южной Индии, и обозначает общее местное название для всех мелких птиц. Среди воробьинообразных питты — птицы среднего размера, от 15 до 25 см длиной. Плотные, имеющие компактное каплевидное тело, сильные и высокие ноги. Для них характерны очень короткие хвосты и мощный, слегка загнутый клюв. У многих из них, но не у всех, ярко окрашенное оперение.
Преимущественно наземные птицы, собирающие корм на влажной лесной подстилке. Они питаются моллюсками, насекомыми и другими беспозвоночными. Питтовые в основном одиночные птицы. При гнездовании они откладывают до шести яиц в большом сферическом гнезде, которое строят в деревьях или в кустарнике, или иногда прямо на земле. И самец, и самка принимают участие в заботе о потомстве. Многие виды питтовых мигрирующие.

## Взаимодействие с человеком
Ряд видов питтовых находится под угрозой исчезновения. Один из них, питта Герни, занесён в Красную книгу МСОП, ещё восемь имеют статуc «уязвимых видов». Основная угроза для питт — это разрушение местообитаний вследствие быстрой вырубки лесов.
Во время миграции питтовые часто появляются в самых неожиданных местах, например в таких, как приусадебные палисадники.

## Классификация

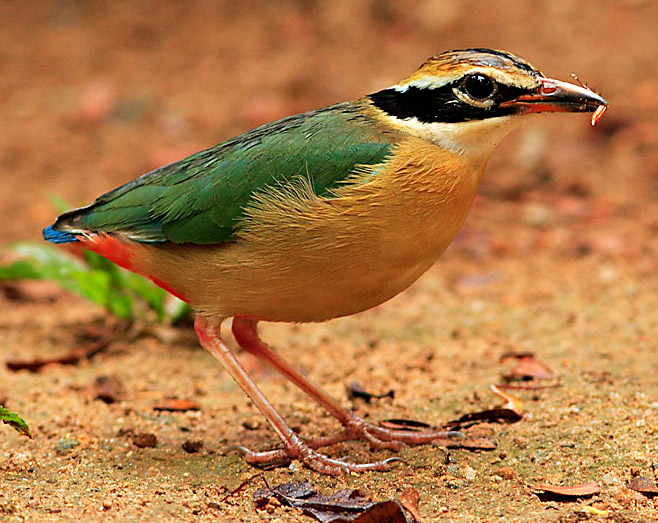
Pitta brachyura

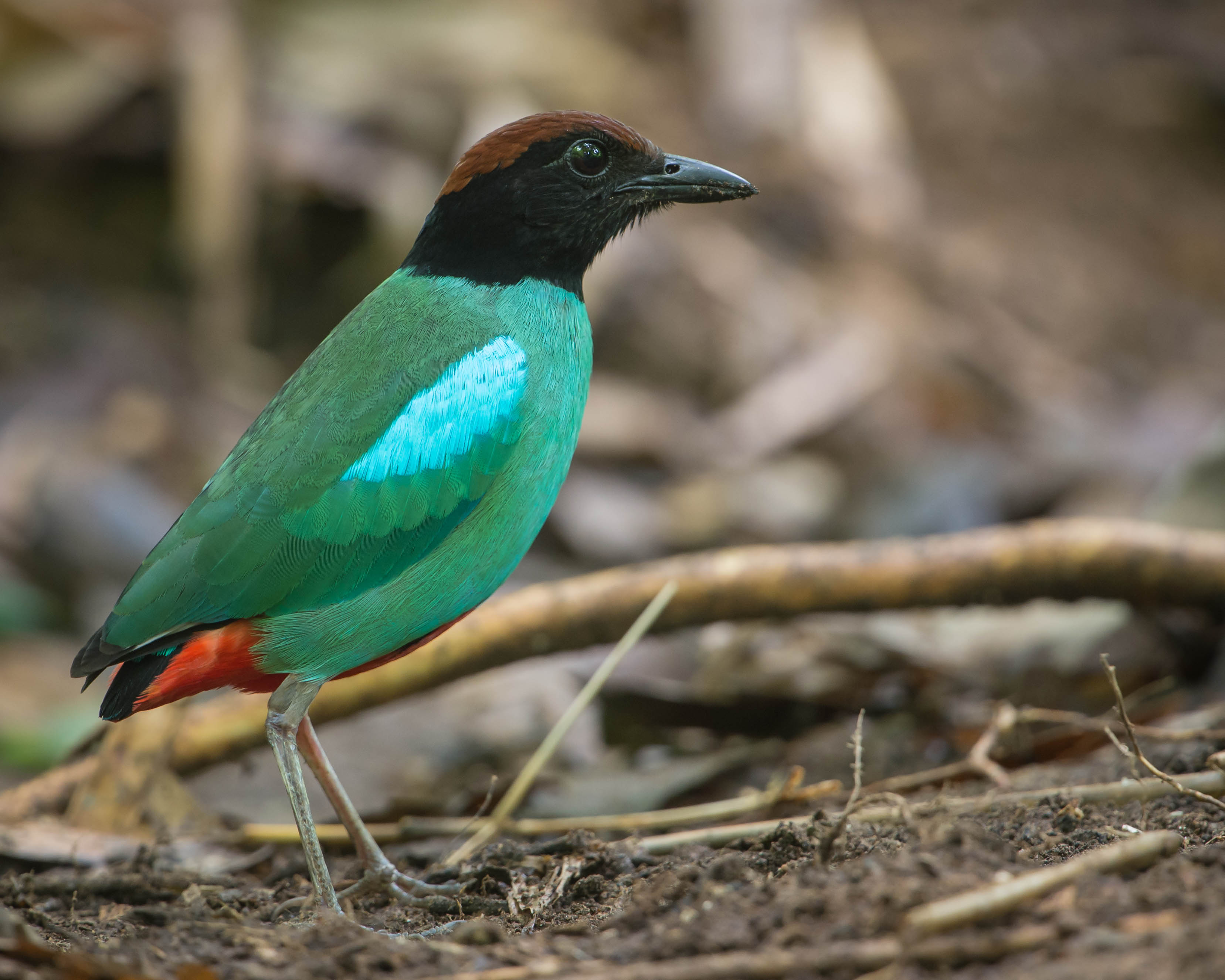
Pitta sordida

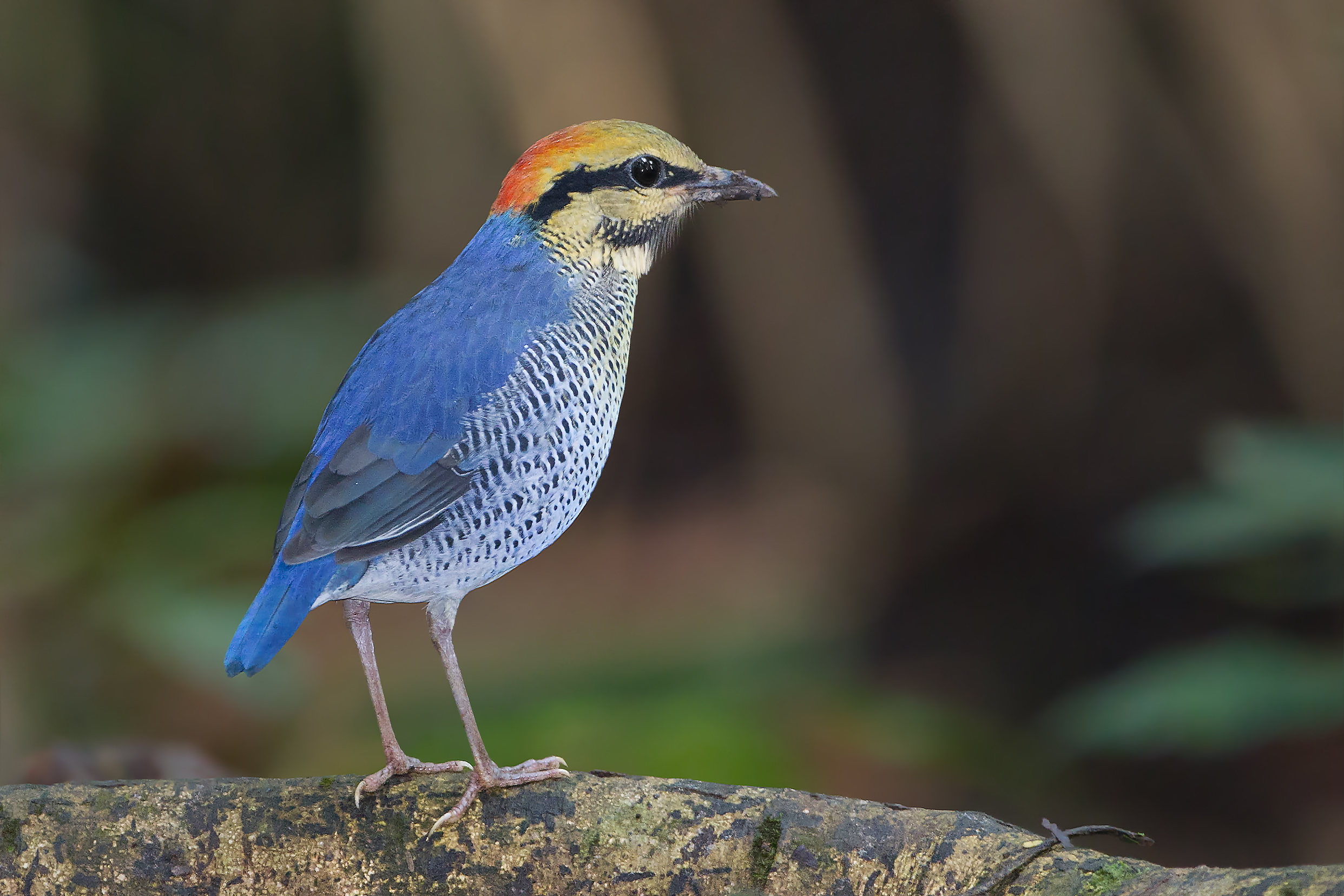
Hydrornis cyaneus

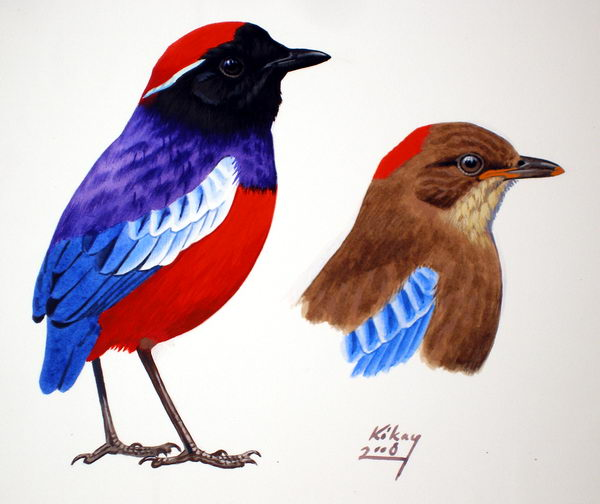
Erythropitta granatina

В семейство питтовых включают 46 видов:
- Род Hydrornis Blyth, 1843
  - Hydrornis phayrei (Blyth, 1862) — Ушастая питта
  - Hydrornis caeruleus (Raffles, 1822) — Большая питта
  - Hydrornis oatesi Hume, 1873 — Коричневоголовая питта
  - Hydrornis schneideri (Hartert, 1909) — Питта Шнейдера
  - Hydrornis nipalensis (Hodgson, 1837) — Непальская питта
  - Hydrornis soror (Ramsay R.G.W., 1881) — Синепоясничная питта
  - Hydrornis irena (Temminck, 1836)
  - Hydrornis guajanus (Statius Müller, 1776) — Синехвостая питта
  - Hydrornis schwaneri (Bonaparte, 1850)
  - Hydrornis baudii (Müller, S & Schlegel, 1839) — Синегрудая питта
  - Hydrornis cyaneus (Blyth, 1843) — Синяя питта
  - Hydrornis gurneyi (Hume, 1875) — Питта Герни
  - Hydrornis elliotii (Oustalet, 1874) — Полосатобрюхая питта, или питта Эллиота
- Род Erythropitta Bonaparte, 1854
  - Erythropitta kochi (Brüggemann, 1876) — Лузонская питта
  - Erythropitta erythrogaster (Temminck, 1823) — Краснобрюхая питта
  - Erythropitta dohertyi (Rothschild, 1898)
  - Erythropitta celebensis (Müller S. et Schlegel, 1845)
  - Erythropitta rufiventris (Heine, 1860)
  - Erythropitta rubrinucha (Wallace, 1862)
  - Erythropitta macklotii (Temminck, 1834)
  - Erythropitta novaehibernicae (Ramsay E. P., 1878)
  - Erythropitta meeki (Rothschild, 1898)
  - Erythropitta venusta (Müller S., 1836)
  - Erythropitta granatina (Temminck, 1830) — Гранатовая питта
  - Erythropitta ussheri (Gould, 1877) — Саравакская питта
  - Erythropitta arquata (Gould, 1871) — Красноголовая питта
- Род Pitta Vieillot, 1816 — Питты
  - Pitta angolensis Vieillot, 1816 — Ангольская питта
  - Pitta reichenowi Madarasz, 1901 — Зеленогрудая питта
  - Pitta brachyura Linnaeus, 1766 — Синекрылая питта, или индийская питта
  - Pitta moluccensis Statius Muller, 1776 — Молуккская питта
  - Pitta megarhyncha Schlegel, 1863 — Мангровая питта
  - Pitta sordida Statius Muller, 1776 — Черноголовая питта
  - Pitta abbotti Richmond, 1902
  - Pitta forsteni (Bonaparte, 1850)
  - Pitta novaeguineae Müller, S & Schlegel, 1845
  - Pitta rosenbergii Schlegel, 1871
  - Pitta nympha Temminck et Schlegel, 1850 — Питта-нимфа
  - Pitta versicolor Swainson, 1825 — Крикливая питта
  - Pitta maxima S. Muller et Schlegel, 1845 — Питта-великан
  - Pitta concinna Gould, 1857
  - Pitta elegans Temminck, 1836 — Стройная питта
  - Pitta vigorsii Gould, 1838
  - Pitta anerythra Rothschild, 1901 — Чернолицая питта
  - Pitta steerii Sharpe, 1876 — Синебрюхая питта, или питта Стеера
  - Pitta superba Rothschild et Hartert, 1914 — Черноспинная питта
  - Pitta iris Gould, 1842 — Радужная питта